# I Will Always Love You
"I Will Always Love You" é uma música da cantora norte-americana Dolly Parton. Escrita em 1973 e gravada em 1974, "I Will Always Love You" foi um grande sucesso na parada country.
Foi regravada em 1982 para o filme The Best Little Whorehouse in Texas e também em 1995 com a parceria de Vince Gill.

## Faixas
- 7" vinyl

1. "I Will Always Love You" — 2:53
2. "Lonely Comin' Down" — 3:09

## Versão de Whitney Houston
Em 1992 Whitney Houston regravou a canção de Dolly Parton para a trilha sonora do filme O Guarda-Costas, onde atua como atriz ao lado de Kevin Costner. Originalmente a gravadora de Whitney não queria que "I Will Always Love You" fosse o primeiro single da trilha sonora do filme, principalmente por causa do intro "a capella". Mas Whitney e Kevin insistiram no lançamento da canção e no intro "Acapella", o que acabou acontecendo. O solo de saxofone tenor foi interpretado por Kirk Whalum. Além da versão de Whitney, no filme podemos ouvir a versão de John Doe em um Jukebox. A Versão de Houston tornou-se um enorme sucesso em todo o mundo, aparecendo na posição 68 da lista da Billboard de "As Melhores Músicas de Todos os Tempos (Greatest Songs of All Time)", foi eleita a canção feminina mais bem sucedida da história e apresentou a grande qualidade vocal de Whitney.
Na época, um americano foi processado por seu vizinho por ouvir, por 24 horas consecutivas, a canção cantada por Whitney em volume máximo, que em análise psiquiátrica foi considerada como "tortura psicológica" devido a seus 4 acordes repetitivos.
Em 2010, Jennifer Hudson cantou a música na frente de Houston. Em 12 de fevereiro de 2012 Hudson cantou a música como uma homenagem a Whitney, que morrera um dia antes, durante o 54th Grammy Awards. Foram homenageados também músicos que morreram em 2011 e 2012, incluindo Amy Winehouse e Etta James. A música foi tocada no funeral de Houston, quando seu caixão foi levado para fora da igreja. Na turnê The Mrs. Carter Show de 2013 a 2014, Beyoncé cantava o intro "a capella" de antes de Halo como forma de homenagem a Whitney.

### Videoclipe
O vídeo da música foi dirigido por Alan Smithee e começa com a performance de Houston no final de O Guarda-Costas. O vídeo corta e então Houston aparece vestindo um terno azul escuro, sentada em um teatro vazio, com luzes brilhando sobre ela, enquanto canta para seu amor. O vídeo é intercalado com cenas de O Guarda-Costas e dá ao espectador a experiência de reviver os melhores momentos do filme com Whitney. No vídeo Whitney fica sentada o tempo todo devido a sua gravidez.

### Charts
| Chart (1992)           | Posição | Semanas |
| ---------------------- | ------- | ------- |
| U.S. Billboard Hot 100 | 1       | 14      |
| Reino Unido            | 1       | 10      |
| Austrália              | 1       | 8       |
| Áustria                | 1       | 5       |
| Alemanha               | 1       | 6       |
| França                 | 1       | 8       |
| Noruega                | 1       | 9       |
| Países Baixos          | 1       | 1       |
| Suécia                 | 1       | 3       |
| Suiça                  | 1       | 8       |